# توهرو أوكاوا
توهرو أوكاوا (باليابانية: 宇川徹؛ بالكانا: うかわ とおる) هو متسابق دراجات نارية ياباني. نافس في سباقات بطولة العالم لفئة 500 سي سي ولفئة 250 سي سي ولفئة 50 سي سي. كما شارك في بطولة العالم للموتو جي بي.

## روابط خارجية
- توهرو أوكاوا على موقع MotoGP.com (الإنجليزية)